# Skenderbegov trg, Skopje
Skenderbegov trg (makedonsko Плоштад Скендербег; albansko Sheshi i Skënderbeut) je trg v Skopju v Severni Makedoniji.
Kip Gjergja Kastriotija Skenderbega je bil postavljen leta 2006, trg pa je bil deležen prenove, ki se je začela 17. januarja 2012 in je bila po delih dokončana med letoma 2014 in 2018. Celotna vrednost del je bila ocenjena na okoli 10 milijonov evrov. Trg obsega 28.000 m2 in se razteza od Makedonske filharmonije in Makedonske opere do Stare čaršije. V procesu prenove je bil del trga zgrajen na vrhu bulvarja Goce Delčev. Poleg veliko odprtega prostora trg vsebuje amfiteater, vodnjak, podzemno parkirišče in freske, ki prikazujejo pomembne osebnosti in prizore iz albanske zgodovine.
Konjeniški kip Skenderbega, srednjeveškega albanskega vladarja, ki se je boril proti osmanskim silam, stoji znotraj Skenderbegovega trga in simbolično služi za razmejitev prostora za etnične Albance. Bronasti kip je visok sedem metrov in prikazuje Skenderbega z globokim pogledom, ki vzravnano sedi na konju z dvignjeno desnico in mečem v nožnici. Kip ima podobno socialistično estetiko in konjeniško držo z manjšimi razlikami v podrobnostih, kot obstoječi Skenderbegovi spomeniki v Tirani, Prištini in drugih krajih v Evropi. Albanci uporabljajo Skenderbegov trg za organiziranje velikih srečanj, ko praznujejo športne ali kulturne in politične dogodke, kot so datumi, pomembni za sedanjost in preteklost Albancev.

## Zgodovina

### Predlog in načrtovanje
Leta 2005 so 600. rojstni dan Skenderbega obeležili na Balkanu v Albaniji, na Kosovu in v Makedoniji z akademskimi konferencami in drugimi proslavami. Politik Albanske demokratične unije za integracijo (DUI), župan občine Čair Izet Mexhiti, je 22. novembra 2005 objavil, da je občinski svet odobril postavitev Skenderbegovega spomenika ob vhodu v Staro čaršijo. Ta poteza je bila sporna in ji je direktor varstva dediščine nasprotoval z utemeljitvijo, da je predlagano območje zgodovinsko zaščitena lokacija in da je za take primere potrebna odobritev ministrstva za kulturo. V začetku leta 2006 je mestni svet Skopja pozval občino Čair, naj preneha graditi na lokaciji, saj bi spomenik lahko razlagali kot nezakonitega. Župan Mexhiti je omenil odločitev mestnega sveta Skopja iz leta 2004, ki je ustvarila seznam osebnosti iz zgodovine, ki bi jih lahko uvrstili v Skopje. Drugi razlogi za preložitev projekta so prišli iz Skopskega oddelka za zaščito kulturne dediščine, ki je izjavil, da meje Stare čaršije niso bile jasno določene in da je treba sprejeti zakon o varovanju mesta.
Župan Mexhiti je uporabil nov pravni argument za spomenik s sklicevanjem na zakon o spomenikih in obeležjih (2004), ki je občini Čair dal polno odgovornost za izdajo gradbenega dovoljenja. Za oblikovanje spomenika je bil izbran Thoma Thomai, kipar iz Albanije, pri projektu pa mu je pomagal Edmond Papathimiu. Etnični Makedonci in druge manjšinske skupnosti so na projekt takrat gledali kot na tesne povezave med makedonskimi Albanci in Albanijo. Člani, vključeni v projektno komisijo, so upoštevali makedonsko občutljivost in izbrali držo kipa Skenderbega z mečem v nožnici in dvignjeno desnico, da bi pozdravil ljudi, ki prihajajo na območje, da bi prikazal podobo miroljubne modrosti in ne njegove vojaške hrabrosti. Albanci iz drugih delov Severne Makedonije so imeli Albance v Çairu za manj avtentične Albance zaradi življenja v bolj večetničnem okolju in interakcije z Makedonci. Zaradi teh dejavnikov so Albanci Çair sodelovali pri projektu Skenderbega, da bi poudarili albanstvo Skopja. Za Skenderbegov spomenik so bila zbrana zasebna sredstva.

### Gradnja
Projekt spomenika Skenderbegu je lokalnim Albancem omogočil, da povežejo svoje izkušnje z drugimi Albanci na Balkanu in poudarijo simbolične vezi, ki jih regionalno povezujejo. Ko je bil kip končan, je Ali Ahmeti, vodja DUI, dal kip Skenderbega s tovornjakom prepeljati iz Tirane v mesta z Albanci, kot so Debar, Gostivar in Tetovo na zahodu države, s končno ciljno točko v Skopju. Potovanje kipa je ponovno obiskalo kraje v sodobni Severni Makedoniji, povezane z različnimi vidiki Skenderbegovih bitk. Med postanki so obeležili Skenderbegov spomenik, ki je simboliziral povezavo med območji, naseljenimi z Albanci. Projekt je utelešal tudi željo po poudarjanju prispevka Albancev v Severni Makedoniji k zgodovini Albanije. Ahmeti, kot politik, se je med konfliktom leta 2001 vzdržal hvaležnosti za svojo oboroženo bojno vlogo in pojavila se je potreba po poudarjanju njegove vojne legitimnosti, ker so nekateri člani Demokratske stranke Albancev (DPA) in DUI razlagali njegova politična dejanja kot pomiritev Makedoncev. Projekt Skenderbeg je Ahmetiju dal priložnost, da okrepi svojo javno podobo med Albanci in si zagotovi podporo za svoje vodenje DUI med njenimi člani in podporniki, skupaj z nasprotovanjem DPA.
Po parlamentarnih volitvah leta 2006 so politični prepiri v državi glede tega, kdo bo oblikoval vlado z večjimi makedonskimi strankami, privedli do političnega spora med dvema albanskima strankama DUI in DPA. DUI, prej koalicijska partnerica Makedonske socialdemokratske zveze Makedonije (SDSM), je izgubila v novi vladni koaliciji, sestavljeni iz DPA in večje makedonske VMRO-DPMNE. Rivalstvo med obema albanskima strankama je trajalo eno leto glede spomenika, saj se je DPA izogibala pomoči DUI pri dokončanju projekta in trdila, da uporabljajo albanske simbole za politične koristi. V tem času je bila DPA pod pritiskom, naj pomaga Albancem in ne dovoli, da projekt propade zaradi velike simbolike. Slepa ulica je bila presežena 23. novembra, ko je bil spomenik legaliziran z glasovanjem v mestnem svetu Skopja DUI in njenega tekmeca DPA, skupaj z makedonsko VMRO-DPMNE, medtem ko je SDSM glasovala proti. Podoben rezultat se je zgodil v občinskem svetu Čaira z glasovi DUI in SDSM, medtem ko večina svetovalcev DPA ni bila prisotna, VMRO-DPMNE pa je glasoval proti. Po objavi odločitve mestnega sveta v Skopju si je DPA v medijih pripisala priznanje, da so odgovorni za spremembo politike, saj so trdili, da so tedne prej glede te zadeve prepričali svojo vladno koalicijsko partnerico VMRO-DPMNE.

### Otvoritev (2006)
Na Balkanu je Skopje postalo tretja albanska prestolnica po Tirani in Prištini, ki je postavila Skenderbegov kip s podobnimi konjeniškimi značilnostmi kot druge, dejanje komemoracije albanskih elit v Severni Makedoniji pa je črpalo iz skupnih albanskih kulturnih zemljevidov, domišljije in simbolike. Takrat je bil kip postavljen v določeni smeri s strmečim pogledom, uprtim v južne predele mesta in velik in viden Milenijski križ na nasprotnem koncu Skopja. Postavitev spomenika v srednjem delu osmanskega območja Skopja, kjer živijo pretežno Albanci, je bilo njihovo prizadevanje, da bi označili albansko prisotnost v glavnem mestu. Pred slovesnostjo odkritja je občina Çair natisnila razglednice, ki so novi kip pozdravile z besedami »Skënderbeu... edhe në Shkup« (Skenderbeg ... tudi v Skopju). Makedonski predsednik Branko Crvenkovski (SDSM) je skupaj z županom Mexhitijem zasebno obiskal spomenik pred odkritjem. Premier Nikola Gruevski (VMRO-DPMNE) ni bil prisoten na slovesnosti ob odkritju, saj so ga uradniki DUI, ki še vedno skrbijo za dogodke, povezane z volilnimi posledicami, povabili kot zasebnega državljana in ne državnika. Uradniki DPA prav tako niso bili prisotni na slovesnosti, ker so trdili, da DUI izrablja dogodek za prikrivanje svoje neučinkovitosti pri izboljšanju pravic Albancev v državi. 28. novembra 2006 je bil na vhodu v Staro čaršijo odkrit konjeniški kip Skenderbega, ovit z veliko albansko zastavo.
Slovesnosti so se udeležili zahodni diplomati, kot sta predstavnik EU in ameriški veleposlanik, Daut Haradinaj s Kosova, podpredsednik makedonske vlade za evropske integracije in albanski politiki iz Severne Makedonije, med katerimi sta bila Ali Ahmeti in župan Mexhiti. Poleg Ahmetija so bili prisotni tudi drugi dostojanstveniki, kot so Fazli Veli, Gëzim Ostreni in Rafiz Aliti, povezani z nekdanjo albansko narodnoosvobodilno vojsko (NLA). Albanski predsednik Alfred Moisiu ni bil na slovesnosti in je poslal čestitke drugim prisotnim. Dogodek je bil koreografiran tako, da je ustvaril simbolično povezavo med Alijem Ahmetijem, nekdanjim poveljnikom med uporom leta 2001, in Skenderbegom v zvezi z zagovarjanjem albanske stvari in njenih bojev. Ahmeti je imel govor in se zahvalil članom mednarodne skupnosti, ki so bili prisotni na slovesnosti. Govor je omenil Albance v državi in jih prosil, naj pustijo razlike ob strani, ter pozval k enotnosti znotraj skupine in izjavil, da je bil novembrski dogodek "zmaga za vse državljane Severne Makedonije".
- Bronasti relief s podobo Skenderbegove vojske
- Grb občine Krujë na trgu
- Skenderbeg z dvignjeno desnico v pozdravni pozi
- Stenska slika albanskega orla

### Javno mnenje in uporaba (pozna 2000-a)
Kmalu po postavitvi Skenderbegovega spomenika so domačini prostor okoli kipa poimenovali Skenderbegov trg. Tri leta po postavitvi kipa so se v javnosti pojavila nekatera stališča in interpretacije spomenika. Med njimi so bile trditve, da je bil kip usmerjen jugozahodno proti Albaniji kot opomin za Makedonce, da si lokalni Albanci prizadevajo za prihodnjo združitev z albansko državo. Drugi je bil, da je spomenik poudarjal versko simboliko Skenderbega in predstavljal ponovno islamizacijo albanskega prebivalstva Skopja, kar je prispevalo k političnemu in geografskemu razkolu glavnega mesta med muslimani in pravoslavci. Nekateri drugi Makedonci so izrazili, da je bila celotna zadeva s spomenikom politična zvijača, saj so Makedonci storili podobna dejanja s kipi v drugih krajih v Severni Makedoniji. Za druge domačine Skopja status junaka Skenderbega ni omejen samo na to, da je Albanec, ampak tudi na Balkan in Evropejec, ki si zasluži slavljenje v zvezi z njegovo obrambo evropskih vrednot in bojem proti Osmanom. Leta 2007 so skopski Albanci praznovali neodvisnost Kosova na Skenderbegovem trgu z albansko in ameriško zastavo, izobešeno na kipu. Albanski obiskovalci z Balkana ter ameriška in evropska diaspora si pridejo ogledat kip in se pred njim fotografirati z družinami in prijatelji. Novi spomenik je na trg privabil tudi tujce kot dodaten razlog za obisk območja starega bazarja s številnimi trgovinami in otomansko arhitekturo.

### Prenova (2010-ta)
Makedonska vlada je sprožila kontroverzni projekt prenove glavnega mesta Skopje 2014  in razvoj Skenderbegovega trga je bil v veliki meri izpuščen iz projekta. Župan občine Čair Mexhiti se je odzval tako, da je za Skopje 2014 napovedal lastnega partnerja s projektom prenove trga. Načrte etničnih Albancev iz Skopja za izgradnjo drugega mestnega trga so v tistem času na splošno obravnavali kot konkurenčni projekt vladne sheme prenove »Skopje 2014«. Sredstva za obnovo Skenderbegovega trga so večinoma prišla od makedonske vlade  in so bila predmet političnih pogajanj med albanskimi in makedonskimi elitam. Med Makedonci in Albanci je Skenderbegov trg s svojimi stroški in simboli razdelil javno mnenje. Občutki vključujejo Skanderbegov trg kot nacionalni albanski ponos in simboliko za negativno ozemeljsko razmejitev in nacionalizem ali da bi sredstva lahko bolje porabili drugje za izboljšanje občinskih storitev in infrastrukture Çair. Številni običajni državljani, politiki in mediji so na Skenderbegov trg gledali kot na dejanje albanskega odpora, del simboličnega boja proti vladi, ki so ga Makedonci ostro kritizirali zaradi etno-nacionalnega fokusa in domnevne maščevalne konotacije. Projekt Skenderbegovega trga je okrepil razmejitev osrednjega Skopja po etničnih mejah, kot je staro mesto, ki je povezano z albanskim ozemljem, proces, ki se je povečal po koncu konflikta leta 2001.
- Panorama Skenderbegovega trga
- Skenderbegov trg
- Parkirišče na Skenderbegovem trgu
- Skenderbegov kip na novem podstavku